# Інститут фундаментальних досліджень Тата
Інститут фундаментальних досліджень Тата (англ. Tata Institute of Fundamental Research, TIFR) — один з найбільших науково-дослідних інститутів Індії. Розташований в Мумбаї.

## Загальні відомості
Інститут фундаментальних досліджень Тата був створений в червні 1945 року видатним індійським фізиком Хомі Джехангіром Бхабхою і промисловцем Джехангіром Ратаджі Татою. З 2003 року є незалежним інститутом Мумбайського університету. Володіє статусом deemed university (університет мислячих).
В інституті TIFR проводяться роботи з основних напрямків сучасних хімії, математики, інформатики, медицини, біології, фізики та наукової педагогіки, які сконцентровані на 3-х факультетах:
- факультет математики (The School of Mathematics)
- факультет природничих наук (The School of Natural Sciences)
- факультет технологій і інформатики (The School of Technology and Computer Science).

Крім цього, у рамках TIFR працюють кілька інших інститутів, які перебувають за межами його кампуса в Мумбайський районі Колаба. Серед них слід назвати Центр наукової освіти Хомі Баба (Homi Bhabha Centre for Science Education) в Мумбайський районі Деонар, Національний центр радіоастрономії (National Centre for Radio Astrophysics) з найбільшим в світі радіотелескопом, що працює в метровому діапазоні, Giant Metrewave Radio Telescope в Пуні і Національний центр біологічних наук (National Centre for Biological Sciences) в Бангалорі.
Найважливішими науковими завданнями в галузі математики, що вивчаються в інституті Тата, є алгебра і алгебраїчна геометрія, квантова теорія, комбінаторика, диференціальна геометрія, математична топологія, математична фізика. Пріоритетними є також такі науки, як астрономія, астрофізика, молекулярна біологія, ядерна та теоретична фізика.
До складу інституту входить велика наукова бібліотека (понад 100 тисяч томів) і великий обчислювальний центр. TIFR належить до небагатьох наукових інститутів Індії, здатних для своїх потреб і експериментів при низьких температурах виробляти рідкий гелій.